# Cheneché
Cheneché era una comuna francesa situada en el departamento de Vienne, de la región de Nueva Aquitania, que el 1 de enero de 2017 pasó a ser una comuna delegada de la comuna nueva de Saint-Martin-la-Pallu al fusionarse con las comunas de Blaslay, Charrais y Vendeuvre-du-Poitou.

## Demografía
| Gráfica de evolución demográfica de Cheneché entre 1800 y 2014 |
|                                                                |

Los datos demográficos contemplados en este gráfico de la comuna de Cheneché se han cogido de 1800 a 1999 de la página francesa EHESS/Cassini, y los demás datos de la página del INSEE.